# Сеньория де Фуэнтидуэнья
Сеньория де Фуэнтидуэнья — феодальное поместье Фуэнтидуэнья, созданное 14 сентября 1443 году королем Касталии Хуаном II для Педро Луны-и-Мануэля (1415—1494), внебрачного сына Альваро де Луна, констебля Кастилии.
Название происходит от названия муниципалитета Фуэнтидуэнья в провинции Сеговия (автономное сообщество Кастилия-Леон).

## История

Герб дома Фуэнтидуэнья

14 сентября 1443 года король Кастилии Хуан II пожаловал поместье Фуэнтидуэнья Педро де Луне и Мануэлю, внебрачному сыну Альваро де Луны (1390—1453), констебля Кастилии в 1423—1453 годах, и Маргариты Мануэль, дочери Энрике Мануэля де Вильена, 1-го графа де Сеа (1337—1414), и Беатрис де Соуза.
28 июня 1559 года король Испании Филипп II из-за обременительных расходов своей внешней политики, был вынужден продать часть коронных владений. Он продал город Уэтор-Тахар, входивший в состав королевского домена, Антонио де Луна и Валуа, 6-му сеньору де Фуэнтидуэнья, за пять тысяч дукатов золотом.
В том же 1558 году инфанта Хуана Австрийская также продала виллы Карраскаль и Кастрохимено Антонио де Луне и Валуа, где последний основал отдельный майорат для Педро де Луны и Рохаса (?-1602), своего старшего сына от второго брака.
31 января 1602 года Антонио де Луна и Энрикес де Альманса, 7-й сеньор де Фуэнтидуэнья (1575—1605), был возведен королем Филиппом III в ранг графа де Фуэнтидуэнья.

## Сеньоры де Фуэнтидуэнья
|                                                 | Титул                                           | Период                                          | Дом                                             |
| Креация была создана королем Кастилии Хуаном II | Креация была создана королем Кастилии Хуаном II | Креация была создана королем Кастилии Хуаном II | Креация была создана королем Кастилии Хуаном II |
| ----------------------------------------------- | ----------------------------------------------- | ----------------------------------------------- | ----------------------------------------------- |
| I                                               | Педро де Луна-и-Мануэль                         | 1443—1494                                       | Дом де Луна                                     |
| II                                              | Альваро де Луна-и-Айяла                         | 1494—1519                                       | Дом де Луна                                     |
| III                                             | Педро де Луна и Бобадилья                       | 1519—1542                                       | Дом де Луна                                     |
| IV                                              | Альваро де Луна и Манрике                       | 1542—1547                                       | Дом де Луна                                     |
| V                                               | Альваро де Луна и Бобадилья                     | 1547—1547                                       | Дом де Луна                                     |
| VI                                              | Антонио де Луна и Валуа                         | 1547—1593                                       | Дом де Луна                                     |
| VII                                             | Антонио де Луна и Энрикес де Альманса           | 1593—1602                                       | Дом де Луна                                     |

## История сеньоров де Фуэнтидуэнья

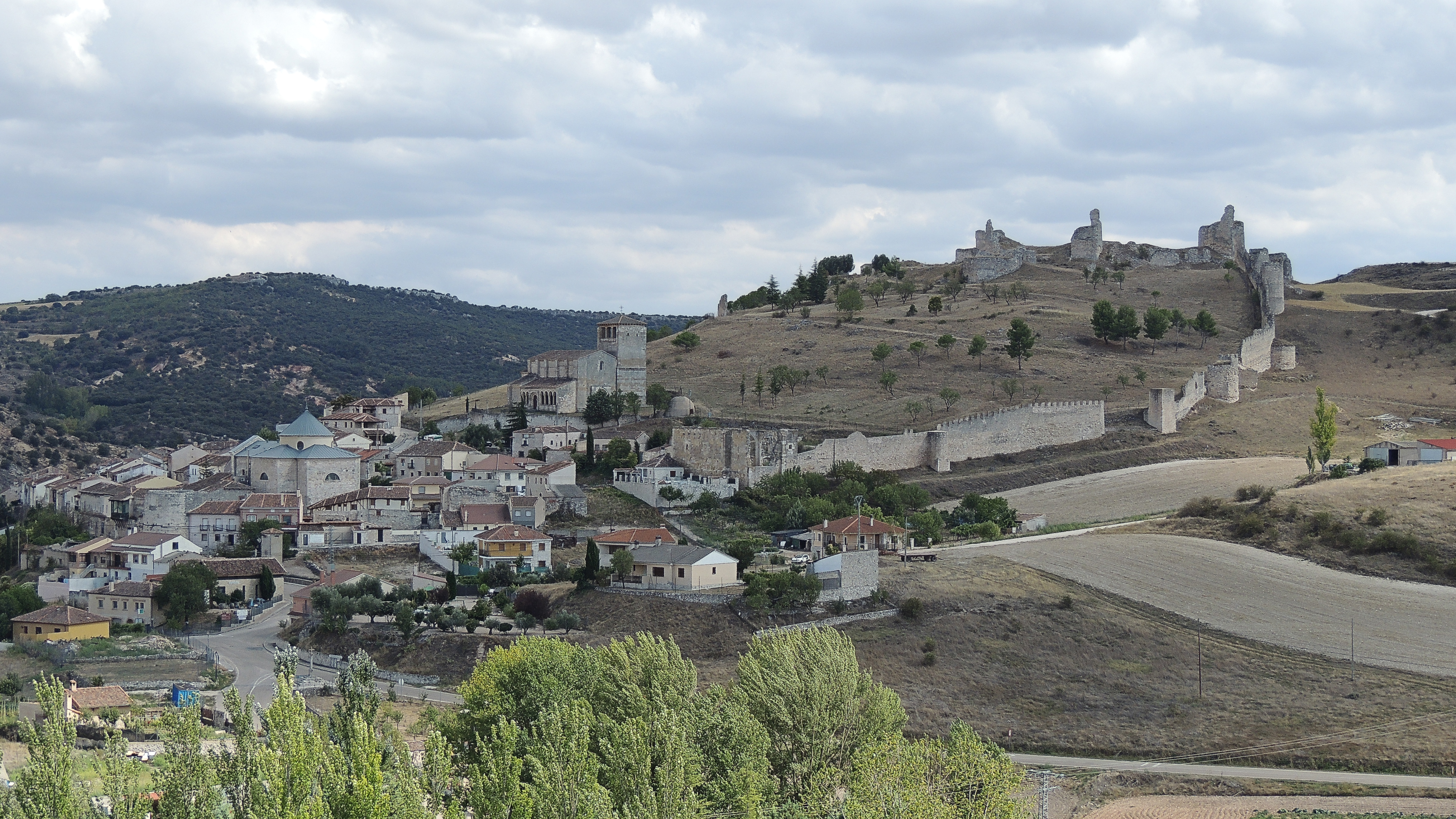
Вилла Фуэнтидуэнья

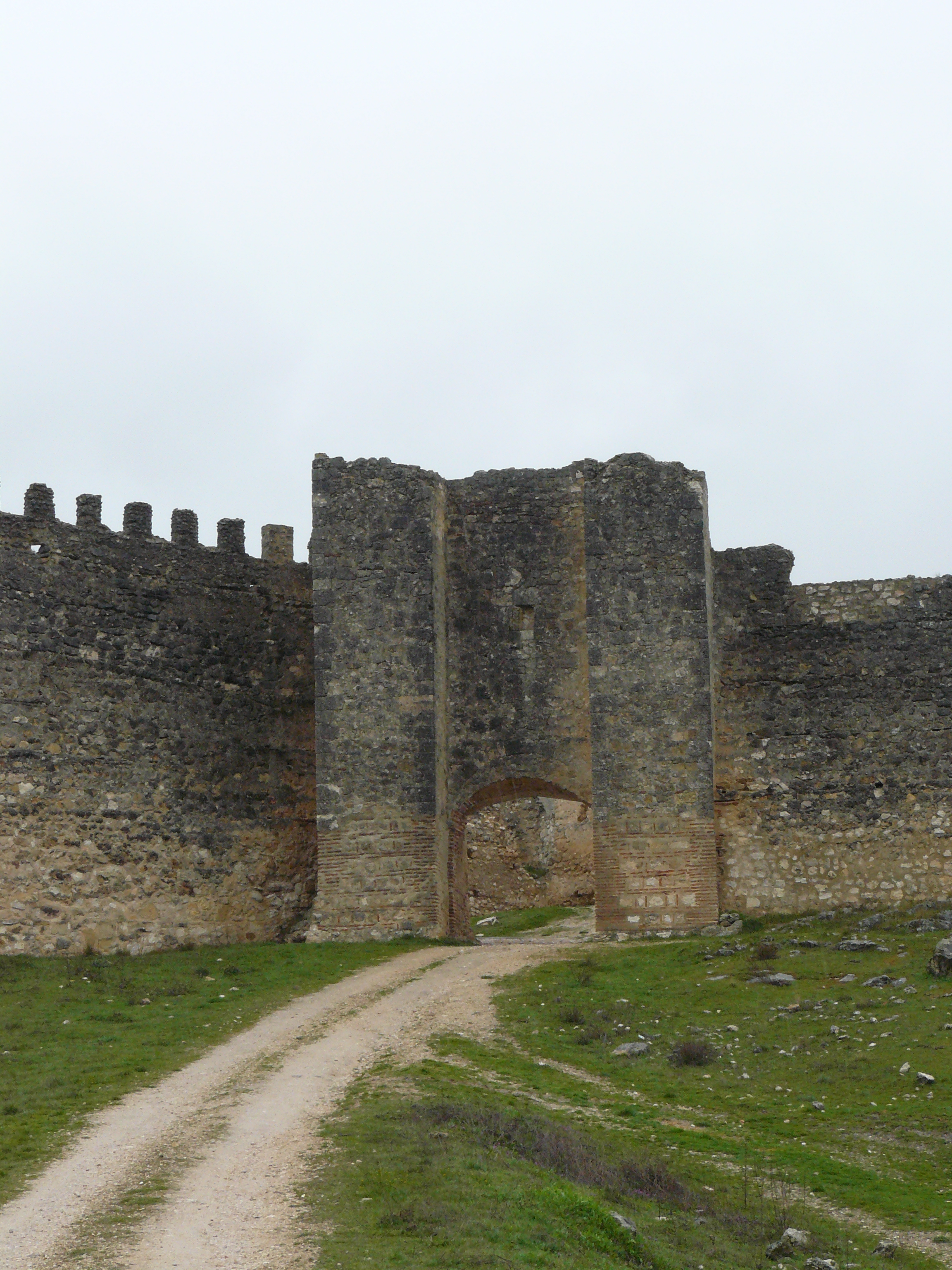
Замок Фуэнтидуэнья

- Педро де Луна-и-Мануэль (1415—1494), 1-й сеньор де Фуэнтидуэнья. Ему наследовал его сын.

1. Супруга — Эльвира де Айяла и Эррера.
2. Супруга — Мария де ла Пуэнте.

- Альваро де Луна-и-Айяла (1440—1519), 2-й сеньор де Фуэнтидуэнья. Ему наследовал его сын.

1. Супруга — Исабель де Бобадилья и Мальдонадо.

- Педро де Луна и Бобадилья (? — 1542), 3-й сеньор де Фуэнтидуэнья. Ему наследовал его сын.

1. Супруга — Альдонса Манрике.

- Альваро де Луна и Манрике (?-1547), 4-й сеньор де Фуэнтидуэнья. Бездетен. Ему наследовал его дядя.

1. Супруга — Менсия де Мендоса (?-1541).

- Альваро де Луна и Бобадилья (?-?),5-й сеньор де Фуэнтидуэнья. Ему наследовал его сын.

1. Супруга — Каталина де Валуа. (? — 1531)

- Антонио де Луна и Валуа (1512—1593), 6-й сеньор де Фуэнтидуэнья, 1-й сеньор де Уэтор-Тахар. Ему наследовал его внук, единственный сын Альваро де Луны и Сармьенто (?-1581)

1. Супруга — Леонор Сармьенто де ла Серда.
2. Супруга — Франсиска де Рохас Энрикес.

- Антонио де Луна и Энрикес де Альманса (1575—1605), 7-й сеньор де Фуэнтидуэнья, 2-й сеньор де Уэтор-Тахар.

1. Супруга — Хуана де Мендоса и Толедо (?-1595).
2. Супруга — Каталина де ла Серда и Латилой.

## Генеалогия
| Педро де Луна-и-Мануэль 1-й сеньор де Фуэнтидуэнья (1415-1494)  |                                                                 |                                                                 |                                                                 |                                                                 |                                                                 |  |  |                                                                              |                                                                  |                                                                  |                                                                  |                                                                  |                                                                  |  |  |  |  |  |  |  |  |  |  |  |  |  |  |  |  |  |  |  |  |  |  |
|                                                                 |                                                                 |                                                                 |                                                                 |                                                                 |                                                                 |  |  |                                                                              |                                                                  |                                                                  |                                                                  |                                                                  |                                                                  |  |  |  |  |  |  |  |  |  |  |  |  |  |  |  |  |  |  |  |  |  |  |
| Альваро де Луна-и-Айяла 2-й сеньор де Фуэнтидуэнья (1440-1519)  |                                                                 |                                                                 |                                                                 |                                                                 |                                                                 |  |  |                                                                              |                                                                  |                                                                  |                                                                  |                                                                  |                                                                  |  |  |  |  |  |  |  |  |  |  |  |  |  |  |  |  |  |  |  |  |  |  |
|                                                                 |                                                                 |                                                                 |                                                                 |                                                                 |                                                                 |  |  |                                                                              |                                                                  |                                                                  |                                                                  |                                                                  |                                                                  |  |  |  |  |  |  |  |  |  |  |  |  |  |  |  |  |  |  |  |  |  |  |
|                                                                 |                                                                 |                                                                 |                                                                 |                                                                 |                                                                 |  |  |                                                                              |                                                                  |                                                                  |                                                                  |                                                                  |                                                                  |  |  |  |  |  |  |  |  |  |  |  |  |  |  |  |  |  |  |  |  |  |  |
| Педро де Луна и Бобадилья 3-й сеньор де Фуэнтидуэнья (? - 1542) | Педро де Луна и Бобадилья 3-й сеньор де Фуэнтидуэнья (? - 1542) | Педро де Луна и Бобадилья 3-й сеньор де Фуэнтидуэнья (? - 1542) | Педро де Луна и Бобадилья 3-й сеньор де Фуэнтидуэнья (? - 1542) | Педро де Луна и Бобадилья 3-й сеньор де Фуэнтидуэнья (? - 1542) | Педро де Луна и Бобадилья 3-й сеньор де Фуэнтидуэнья (? - 1542) |  |  | Альваро де Луна и Бобадилья 5-й сеньор де Фуэнтидуэнья ( ? - ? )             | Альваро де Луна и Бобадилья 5-й сеньор де Фуэнтидуэнья ( ? - ? ) | Альваро де Луна и Бобадилья 5-й сеньор де Фуэнтидуэнья ( ? - ? ) | Альваро де Луна и Бобадилья 5-й сеньор де Фуэнтидуэнья ( ? - ? ) | Альваро де Луна и Бобадилья 5-й сеньор де Фуэнтидуэнья ( ? - ? ) | Альваро де Луна и Бобадилья 5-й сеньор де Фуэнтидуэнья ( ? - ? ) |  |  |  |  |  |  |  |  |  |  |  |  |  |  |  |  |  |  |  |  |  |  |
| Педро де Луна и Бобадилья 3-й сеньор де Фуэнтидуэнья (? - 1542) | Педро де Луна и Бобадилья 3-й сеньор де Фуэнтидуэнья (? - 1542) | Педро де Луна и Бобадилья 3-й сеньор де Фуэнтидуэнья (? - 1542) | Педро де Луна и Бобадилья 3-й сеньор де Фуэнтидуэнья (? - 1542) | Педро де Луна и Бобадилья 3-й сеньор де Фуэнтидуэнья (? - 1542) | Педро де Луна и Бобадилья 3-й сеньор де Фуэнтидуэнья (? - 1542) |  |  | Альваро де Луна и Бобадилья 5-й сеньор де Фуэнтидуэнья ( ? - ? )             | Альваро де Луна и Бобадилья 5-й сеньор де Фуэнтидуэнья ( ? - ? ) | Альваро де Луна и Бобадилья 5-й сеньор де Фуэнтидуэнья ( ? - ? ) | Альваро де Луна и Бобадилья 5-й сеньор де Фуэнтидуэнья ( ? - ? ) | Альваро де Луна и Бобадилья 5-й сеньор де Фуэнтидуэнья ( ? - ? ) | Альваро де Луна и Бобадилья 5-й сеньор де Фуэнтидуэнья ( ? - ? ) |  |  |  |  |  |  |  |  |  |  |  |  |  |  |  |  |  |  |  |  |  |  |
| Альваро де Луна и Манрике 4-й сеньор де Фуэнтидуэнья ( ? -1547) | Альваро де Луна и Манрике 4-й сеньор де Фуэнтидуэнья ( ? -1547) | Альваро де Луна и Манрике 4-й сеньор де Фуэнтидуэнья ( ? -1547) | Альваро де Луна и Манрике 4-й сеньор де Фуэнтидуэнья ( ? -1547) | Альваро де Луна и Манрике 4-й сеньор де Фуэнтидуэнья ( ? -1547) | Альваро де Луна и Манрике 4-й сеньор де Фуэнтидуэнья ( ? -1547) |  |  | Антонио де Луна и Валуа 6-й сеньор де Фуэнтидуэнья (1512-1593)               | Антонио де Луна и Валуа 6-й сеньор де Фуэнтидуэнья (1512-1593)   | Антонио де Луна и Валуа 6-й сеньор де Фуэнтидуэнья (1512-1593)   | Антонио де Луна и Валуа 6-й сеньор де Фуэнтидуэнья (1512-1593)   | Антонио де Луна и Валуа 6-й сеньор де Фуэнтидуэнья (1512-1593)   | Антонио де Луна и Валуа 6-й сеньор де Фуэнтидуэнья (1512-1593)   |  |  |  |  |  |  |  |  |  |  |  |  |  |  |  |  |  |  |  |  |  |  |
| Альваро де Луна и Манрике 4-й сеньор де Фуэнтидуэнья ( ? -1547) | Альваро де Луна и Манрике 4-й сеньор де Фуэнтидуэнья ( ? -1547) | Альваро де Луна и Манрике 4-й сеньор де Фуэнтидуэнья ( ? -1547) | Альваро де Луна и Манрике 4-й сеньор де Фуэнтидуэнья ( ? -1547) | Альваро де Луна и Манрике 4-й сеньор де Фуэнтидуэнья ( ? -1547) | Альваро де Луна и Манрике 4-й сеньор де Фуэнтидуэнья ( ? -1547) |  |  | Антонио де Луна и Валуа 6-й сеньор де Фуэнтидуэнья (1512-1593)               | Антонио де Луна и Валуа 6-й сеньор де Фуэнтидуэнья (1512-1593)   | Антонио де Луна и Валуа 6-й сеньор де Фуэнтидуэнья (1512-1593)   | Антонио де Луна и Валуа 6-й сеньор де Фуэнтидуэнья (1512-1593)   | Антонио де Луна и Валуа 6-й сеньор де Фуэнтидуэнья (1512-1593)   | Антонио де Луна и Валуа 6-й сеньор де Фуэнтидуэнья (1512-1593)   |  |  |  |  |  |  |  |  |  |  |  |  |  |  |  |  |  |  |  |  |  |  |
|                                                                 |                                                                 |                                                                 |                                                                 |                                                                 |                                                                 |  |  | Альваро де Луна и Сармьенто (? - 1581)                                       |                                                                  |                                                                  |                                                                  |                                                                  |                                                                  |  |  |  |  |  |  |  |  |  |  |  |  |  |  |  |  |  |  |  |  |  |  |
|                                                                 |                                                                 |                                                                 |                                                                 |                                                                 |                                                                 |  |  |                                                                              |                                                                  |                                                                  |                                                                  |                                                                  |                                                                  |  |  |  |  |  |  |  |  |  |  |  |  |  |  |  |  |  |  |  |  |  |  |
|                                                                 |                                                                 |                                                                 |                                                                 |                                                                 |                                                                 |  |  | Антонио де Луна и Энрикес де Альманса 7-й сеньор де Фуэнтидуэнья (1575-1605) |                                                                  |                                                                  |                                                                  |                                                                  |                                                                  |  |  |  |  |  |  |  |  |  |  |  |  |  |  |  |  |  |  |  |  |  |  |